# José Muñoz (historietista)
José Antonio Muñoz (Buenos Aires, República Argentina; 10 de julio de 1942) es un dibujante, historietista e ilustrador argentino conocido principalmente por sus obras Alack Sinner, El bar de Joe y la biografía ilustrada de Carlos Gardel con guion de su habitual colaborador, el escritor Carlos Sampayo. Discípulo de Alberto Breccia y Francisco Solano López, Muñoz es reconocido mundialmente por su estilo expresionista de fuertes trazos y su uso particular del claroscuro, que influenció a historietistas como Frank Miller, Dave McKean y Warren Pleece, entre otros.
Muñoz vive y trabaja en Milán. En 1978 fue premiado por su obra Alack Sinner en el rubro Mejor Obra Extranjera del Festival de Angoulême, y en 1983 ganó el premio Yellow Kid al Mejor Dibujante en el Festival de Lucca. En el año 2002 ganó la Medalla Max und Moritz en el Salón del Cómic de Erlangen, Alemania, y en el 2007 recibió el Gran Premio de la ciudad de Angoulême, siendo hasta la actualidad el único artista de habla hispana en haberlo ganado.

## Biografía

### Inicios profesionales
Estudió en la Escuela Panamericana de Arte de Buenos Aires, en donde recibió clases de Alberto Breccia y Pablo Pereyra. Estudiò pintura, escultura, dibujo y títeres con el escultor Humberto Cerantonio. Trabajó como ayudante de Francisco Solano López, dibujante coautor de El Eternauta.
En 1958 publicó sus primeros trabajos en las revistas Hora Cero y Frontera. Allí dibujó varios episodios de Ernie Pike, escritos por Héctor Oesterheld. Más tarde, ilustró Precinto 56 con guiones de Eugenio Zappietro, alias Ray Collins, en la revista Misterix, dirigida en ese momento por Hugo Pratt. 

### Estancia en Europa
En marzo de 1971, se encuentra por primera vez con Carlos Sampayo en el aeropuerto de Ezeiza, despidiendo a Oscar Zárate, que era amigo de ambos. Poco después, él también abandonará Argentina, estableciéndose en Londres. En 1973, se reencontraría en sendos viajes a París y Lucca con sus admirados Alberto Breccia y Hugo Pratt, quienes lo animarían a realizar sus propias obras. Poco después, tiene una hija, se separa de su mujer y se marcha a una comuna, fregando platos para ganarse la vida.
En mayo de 1974, Oscar Zárate le aconseja que colabore con Carlos Sampayo. Un mes después, José Muñoz viaja a Castelldefels (España), donde vivía Sampayo. Juntos comienzan a idear a Alack Sinner, cuya primera aventura fue publicada en AlterLinus y en Charlie Mensuel en 1975. Tres años más tarde, lanzaron Sophie Goin' South y El bar de Joe. 
En 1982 retomaron Alack Sinner. Luego crearon Sudor Sudaca, Billie Holiday y El Poeta, entre otras. La mayoría de estas historias fueron recogidas en álbumes por Futuropolis y Casterman, Francia. En 1988, siempre junto a Carlos Sampayo, hicieron Jeu de Lumières para el editor Albin Michel. Dos años más tarde, estaban presentes en L'echo des Savanes con Europe en Flammes. 
En los años siguientes, Muñoz participó en el álbum colectivo Au Secours! para Amnesty Internacional. Colaboró también con el escritor norteamericano Jerome Charyn en las historietas Le croc du serpent (Casterman 1996) y Panna Maria (Casterman, 1999). Sus libros Orillas de Buenos Aires! y Carnet Argentin fueron publicadas por Alain Beaulet Editeur en 1999 y 2000.
En el 2001, Edizioni Hazard de Milán le publica el catàlogo Ombre di China. Con Dans les Bars, Le livre y L'affaire U.S.A. (Casterman 2003, 2004 y 2006) continuó su colaboración con Carlos Sampayo. En el año 2007 ganó el Gran Premio de la ciudad de Angulema, Francia. Este galardón le dio derecho a presidir el Festival 2008 y en el organizó una muestra de homenaje a la Historieta Argentina. Dicha muestra fue curada por el editor Giustiniano Zuccato y estuvo expuesta en el Musee de la Band Desinee entre los meses de enero y agosto de 2008. Contó con el aporte del Museo del Dibujo y la Ilustración de Buenos Aires, el cual envió 80 originales de los artistas más importantes de la Argentina. En el año 2009 edita en Francia "La vida de Carlos Gardel" y en 2017 "Faubourg sentimental" con textos de Alejandro García Schnetzer.

## Estilo
Su estilo está caracterizado por un fuerte contraste, con línea dura, gran chiaroscuro, y grotescas figuras secundarias, así como un expresionismo en los textos. Se dice que su estilo ha influenciado a los británicos Dave McKean y Warren Pleece, y al estadounidense Frank Miller. Miller dice que sì, McKean también. Muñoz dice que los talentos enormes de Alberto Breccia y Hugo Pratt, sus maestros reconocidos, lo han ayudado a emocionar, a impresionar, a abrir caminos para los que siguen.

## Premios
- 1978: Premio al Mejor álbum de historietas extranjero en el Festival International de B.D. d'Angoulême, Francia.
- 1982: Premio al mejor dibujante - Festival Internazionale del Fumetto di Lucca, Italia.
- 1983: Mejor álbum del año en el Festival Internacional de Angulema.
- 1994: Premio Harvey por la mejor edición estadounidense de autores extranjeros en San Diego Comic Festival, California, EE. UU..
- 2002: Special Prize for outstanding life’s work at the Max & Moritz Prizes, Alemania.
- 2007: Gran Premio de la Ciudad de Angulema al Festival Internacional de la misma ciudad.
- 2022: Premio Konex de Platino en la disciplina Humor e Historieta por su trayectoria en la última década.

### Publicaciones originales en Francia
- 1977 : Alack Sinner T.1 : Alack Sinner
- 1981 : Le bar à Joe T.1 : El Bar de Joe
- 1981 : Sophie comics - Sophie
- 1983 : Alack Sinner T.2 : Flic ou privé
- 1984 : Alack Sinner T.3 : Rencontres
- 1986 : Sudor sudaca
- 1987 : Le bar à Joe T.2 : Historias del bar de Joe
- 1988 : Alack Sinner T.4 : Nicaragua
- 1988 : L'Agonie de Haffner, le rufian mélancolique
- 1988 : Jeu de lumières
- 1990 : L'Europe en flammes
- 1991 : Billie Holiday
- 1997 : Le croc du serpent
- 1998 : Automne et printemps
- 1999 : Alack Sinner T.5 :
- 1999 : Alack Sinner T.6 : Fin de voyage
- 1999 : Panna maria
- 1999 : Le poète
- 2000 : Alack Sinner T.7 : Historias privadas
- 2002 : Dans les bars
- 2003 : Retour de flammes
- 2004 : Féminin pluriel
- 2004 : Le livre
- 2006 : Alack Sinner T.8 : L' affaire USA'
- 2007 : La Pampa y Buenos Aires
- 2007 : Alack Sinner: L'age del'innocence (reedición)
- 2008 : Alack Sinner: L'age des désenchantements (" " " " ")
- 2008 : Carlos Gardel, la voix de l' Argentine T.1

### Publicaciones originales en Italia
- Billie Holliday texto Carlos Sampayo(1993 - Milano libri)
- Alack Sinner: Nicaragua, texto Carlos Sampayo (1998 - Hazard edizioni)
- Pannamaria, testi di Jerome Charyn (1999 - Ed. Hazard)
- Il morso del serpente, texto Jerome Charyn (1999 - Ed. Hazard)
- Alack Sinner: Trovare e ritrovare, texto Carlos Sampayo (Ed. Hazard)
- Nel bar, vol. 1, texto Carlos Sampayo (2001 - Coconino Press)
- Nel bar, vol. 2, texto Carlos Sampayo (2003 - Coconino Press)
- La Pampa y Buenos Aires {2006 - Nuages}
- Alack Sinner Vol. 1,2,3 (2007\8 - Nuages}

### Publicaciones originales en España
- 1990 : Sudor sudaca. La cúpula.
- 2007 : Las fieras cómplices, texto de Horacio Quiroga, Libros del Zorro Rojo
- 2009 : El perseguidor, texto de Julio Cortázar, Libros del Zorro Rojo
- 2010 : Carlos Gardel, la voz del Río de la Plata, texto de Carlos Sampayo, Libros del Zorro Rojo
- 2013 : El extranjero, texto de Albert Camus, Alianza Editorial
- 2017 : Alack Sinner, texto de Carlos Sampayo, Salamandra Ediciones

### Publicaciones originales en Argentina
- 2007 : Billie Holiday, texto de Carlos Sampayo, ojodepez! editor

- 2015: Sudor sudaca, texto de Carlos Sampayo, Hotel de las ideas editor